# Barbora Koseková
Barbora Koseková est une joueuse slovaque de volley-ball née le 22 novembre 1994. Elle joue au poste de Passeuse.

## Palmarès

### Clubs
Coupe de Slovaquie:
- 2012, 2014, 2015, 2016

Championnat de Slovaquie:
- 2012, 2014, 2015, 2016
- 2013
- 2019

MEVZA:
- 2018
- 2014

Championnat de République tchèque:
- 2017

Coupe de Hongrie:
- 2018

Championnat de Hongrie:
- 2018
- 2021

### Équipe nationale
Ligue européenne:
- 2016
- 2017